# روزگار خوش
روزگار خوش یا روزگار زیبای گذشته (اسپانیایی: Belle Époque‎) یک فیلم درام به کارگردانی فرناندو تروئبا است که در سال ۱۹۹۲ منتشر شد. از بازیگران آن می‌توان به پنه‌لوپه کروز، فرناندو فرنان گومز، میشل گالابرو، چوس لامپره‌آبه، خورخه سانس، خسوس بونیا و ماریبل وردو اشاره کرد.
نام این فیلم، در واقع به دورانِ خوشِ پیش از جنگ داخلی اسپانیا اشاره دارد و تا کنون، برندهٔ جوایز گوناگونی شده‌است که از آن میان، می‌توان به جایزه گویا برای بهترین فیلم (و ۸ جایزه گویای دیگر) و جایزه اسکار بهترین فیلم بین‌المللی در شصت و ششمین دوره جوایز اسکار اشاره کرد. این فیلم همچنین نامزد دریافت خرس طلایی در ۴۳مین دوره جشنواره بین‌المللی فیلم برلین بود.

## داستان
در فوریهٔ ۱۹۳۱، چند هفته پس از شکست قیام خاکا و همچنین شکست شورش فرودگاه کواترو ویِنتوس، اسپانیا در آستانهٔ اعلام جمهوری دوم اسپانیا قرار دارد. فرناندو، سربازی فراری با گرایش‌های جمهوری‌خواهانه و طلبه‌ای پیشین، از مأموریت خود در پایگاه فرودگاه مادرید-کواترو ویِنتوس گریخته است. او پس از فرار از دست دو مأمور گارد ملی غیرنظامی، به حومهٔ روستایی می‌رسد و با مردی مسن به نام مانوئلو آشنا می‌شود که رفتاری همچون «ناظری دیکنزی بر زندگی» دارد. مانوئلو صاحب خانه‌ای بزرگ در روستا است و فرناندو مدتی را در آن‌جا اقامت می‌کند.
با رسیدن چهار دختر مانوئلو با قطار، فرناندو مجذوب همهٔ آن‌ها می‌شود. او یکی‌یکی با سه دختر نخست آشنا می‌شود، عاشق هرکدام می‌گردد و با آن‌ها رابطه برقرار می‌کند و تصمیم می‌گیرد با یکی از آن‌ها ازدواج کند. اما در هر مورد، مشکلی پیش می‌آید: کلارا، بیوه‌ای که به‌تازگی شوهرش را از دست داده و در جستجوی آرامش به فرناندو پناه آورده؛ ویولتا، دختر همجنس‌گرای نهفته‌ای که تنها زمانی جذب فرناندو می‌شود که او را در لباس زنانه در یک مهمانی بالماسکه می‌بیند، و فردای آن روز به او می‌گوید که آن احساس بی‌اهمیت بوده‌است؛ و روثیو، دختری جاه‌طلب که در آستانهٔ ازدواج با خوانیتو، پسر خانواده‌ای ثروتمند و کارلیست‌مسلک در روستا است تا امنیت زندگی‌اش را تضمین کند، و تنها برای لحظه‌ای تسلیم جذابیت فرناندو می‌شود.
فرناندو هر بار دل‌شکسته می‌شود، و پدر دخترها به او توصیه می‌کند که شکیبا باشد. هر یک از دختران زیبا هستند و وجهی از هویت و جذابیت زنانه را نمایندگی می‌کنند. کوچک‌ترین دختر خانواده، لوس، نمایانگر سادگی و بی‌پیرایگی است. در حالی‌که فرناندو در پی خواهران اوست، لوس کم‌کم خشمگین و حسود می‌شود. در نهایت، فرناندو درمی‌یابد که لوس بهترین گزینه برای ازدواج در میان آن چهار نفر است.